# 利嘉閣

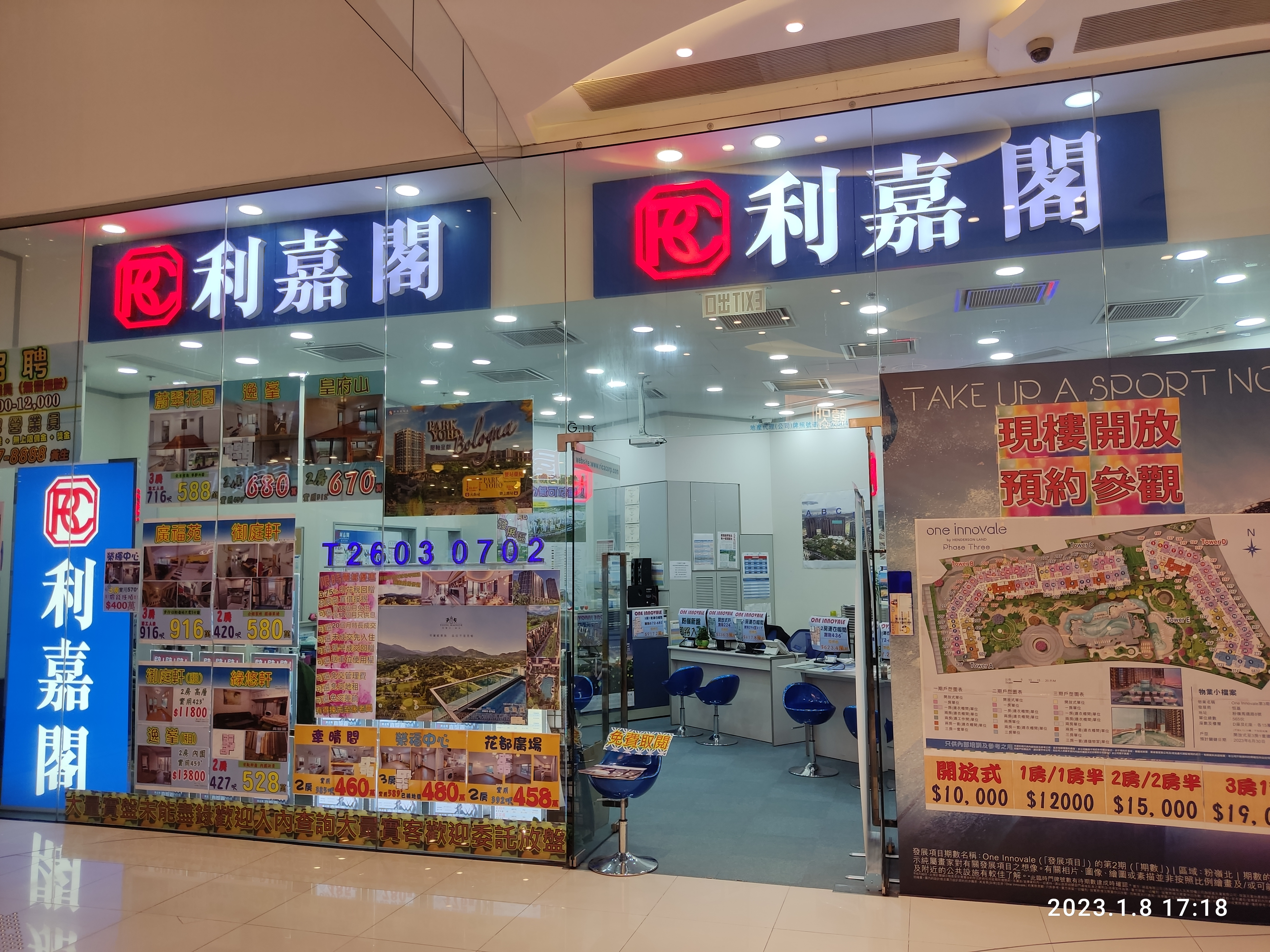
一間位於香港粉嶺逸峯廣場的利嘉閣分行

利嘉閣地產有限公司（英語：Ricacorp Properties Limited），由羅林渭（Barry Law）於1981年創立，是香港三大地產代理公司之一，為客戶提供住宅物業（居屋、豪宅、新盤、上車盤）、工廈、商廈、店舖、車位等各類型物業買賣及租賃代理仲介服務，同時亦設有投資移民、估價測量、拍賣、招標、按揭計算以及按揭轉介服務等。截至2018年底，公司聘用接近3,000名員工，分行數目超過220間。
利嘉閣地產自成立後，業務主要集中於香港物業市場。此外利嘉閣地產亦積極發展工商舖市場及全力開拓海外市場。利嘉閣地產在2005年期間，先後成立利嘉閣（工商舖）地產及利嘉閣（澳門）地產有限公司，至2018年期間，為配合粵港澳大灣區發展，公司成立珠海利嘉閣房地產代理有限公司，開拓珠海及橫琴市場，同年亦成立測量師部，提供估價測量服務，以及整合海外物業及投資移民部，成立利嘉閣海外物業及投資移民顧問有限公司。
2001年9月，中原集團收購利嘉閣地產，中原地產及利嘉閣地產維持獨立經營。
至2001年加入施永青先生的集團，成為麾下重要一員，並逐漸發展為香港三大房地產代理公司之一。利嘉閣擁有逾200間分行，網絡遍及香港和澳門，員工人數接近2,500人，每年促成物業交易達1萬多宗。
利嘉閣一直以誠信為先，早於2018年已領先香港同業，推出「真盤源」承諾，保證公司的盤源皆為「真實圖片」、「真實價格」、「真實委託」、「真實在售」，在港澳兩地贏得市場口碑。公司在創新科技的發展及應用方面，亦緊貼世界潮流，推陳出新，當中包括「VR線上睇樓 （页面存档备份，存于）」、「Rica+工作雲端系統」、「24小時自助放盤 （页面存档备份，存于）」「Ricacoin 虛擬貨幣員工激勵系統」及「Ai 搵樓分析師–RICA」等，引領香港的房地產代理行業進入智慧科技時代。

## 外部連結
- 利嘉閣地產有限公司（页面存档备份，存于）
- 利嘉閣工商舖（页面存档备份，存于）
- 利嘉閣24小時自助放盤 （页面存档备份，存于）
- 按揭計算機（页面存档备份，存于）
- 利嘉閣二手樓（页面存档备份，存于）
- 利嘉閣一手樓（页面存档备份，存于）